# Schloss Buttisholz
Schloss Buttisholz in der gleichnamigen Gemeinde im Kanton Luzern ist ein wehrhaftes profanes Wohngebäude, das 1570/1571 vom Patrizier Leopold Feer und seiner Gemahlin Anna Elisabeth Feer-von Heidenheim im spätgotischen Stil als Sommersitz der Luzerner Familie erbaut wurde. Das Schloss ist vollständig von einer ca. 200 Meter langen Mauer umgeben und umfasst zahlreiche Ökonomiegebäude wie ein Bauernhaus, eine Scheune, einen Kornspeicher sowie das Waschhaus und einen Holzschopf. Es ist als Kulturdenkmal in die Liste der Kulturgüter von nationaler Bedeutung im Kanton Luzern eingetragen.
Das Anwesen ist seit 1999 im Besitz von Bernhard Pfyffer-Feer zu Buttisholz, der es als Familienfideikommiss im 9. Rang verwaltet. Es ist somit in unveräusserlichem Familienbesitz.

## Geschichte

### Familiengeschichte
1526 erwarb Jakob Feer die Zehntrechte von Buttisholz mit zugehörigem Land vom Domkapitel Konstanz. Gleichzeitig erwarb er auch das dortige Kollaturrecht. 1757 drohte die Familie mangels männlicher Erbfolger auszusterben. Franz Bernhard und Leopold Christoph Feer, die letzten beiden Ahnen, bestimmten den Besitz in das Rechtsgebilde der Familienfideikommisse mit Primogenitur, wovon ihr Schwager Anton Rudolf Pfyffer von Altishofen profitierte. Seither geben die Erben den Namen Pfyffer-Feer zu Buttisholz an die nächste Generation weiter.
Die kinderlosen jetzigen Besitzer in 12. Generation treten ihr Erbe an einen Rechtsnachfolger ab, der erst über ihren Urgrossvater auf einen anderen Teil der Familie verzweigen wird, weil weiter oberhalb im Stammbaum keine anderen männlichen Nachfolger bestimmt werden können. Ein möglicher dort zu bestimmender Cousin ist jedoch in Frankreich ansässig und erfüllt nicht die Bedingungen des Stiftungsbriefes des Fideikommisses. So wird wahrscheinlich der älteste Sohn einer Familie Balthasar nächster Fideikommissherr werden. Stirbt der jetzige Eigentümer vor seiner Frau, wäre für sie ein Wittum, also ein Wohnrecht auf Lebenszeit, ausgeschlossen.

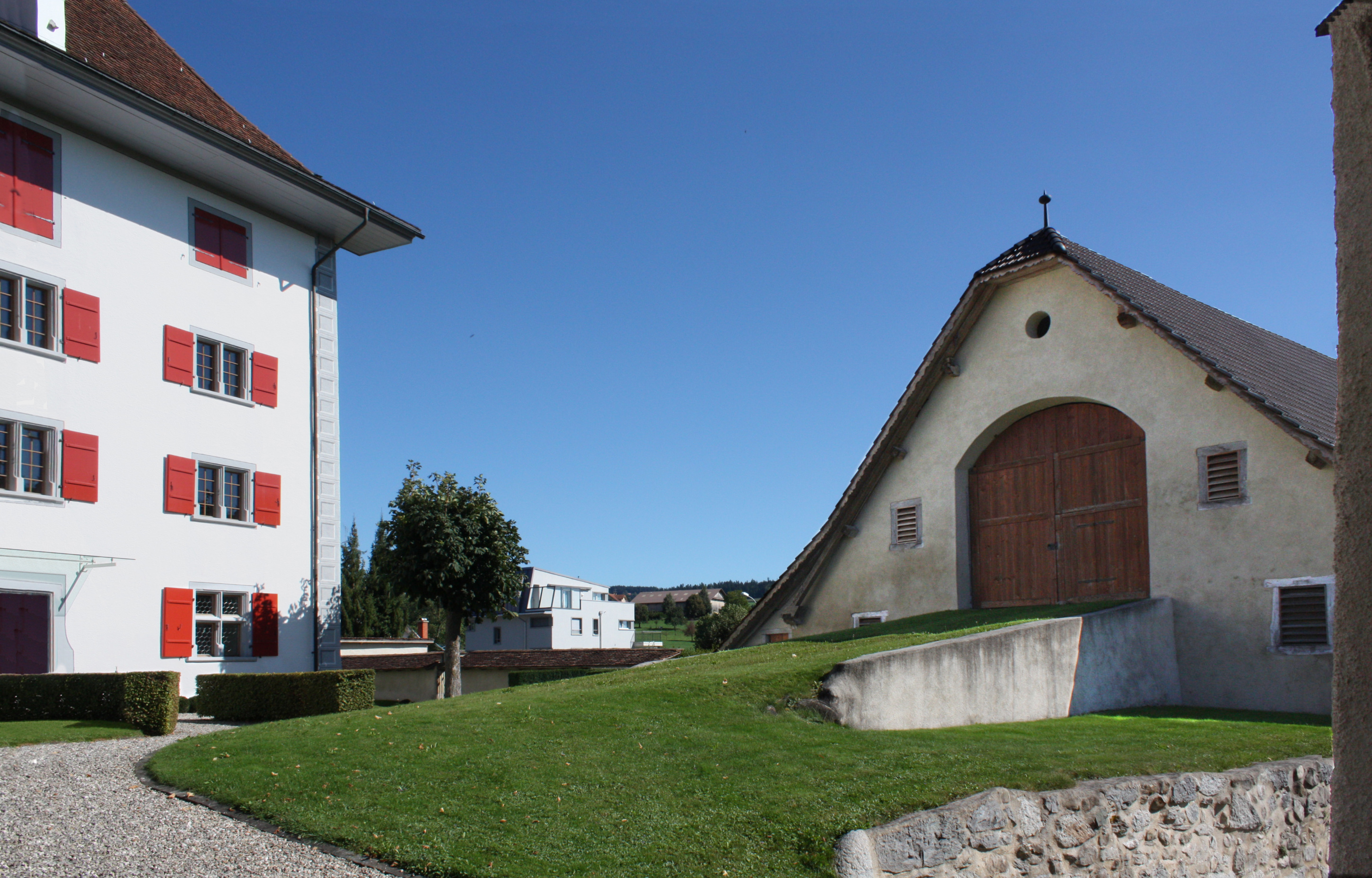
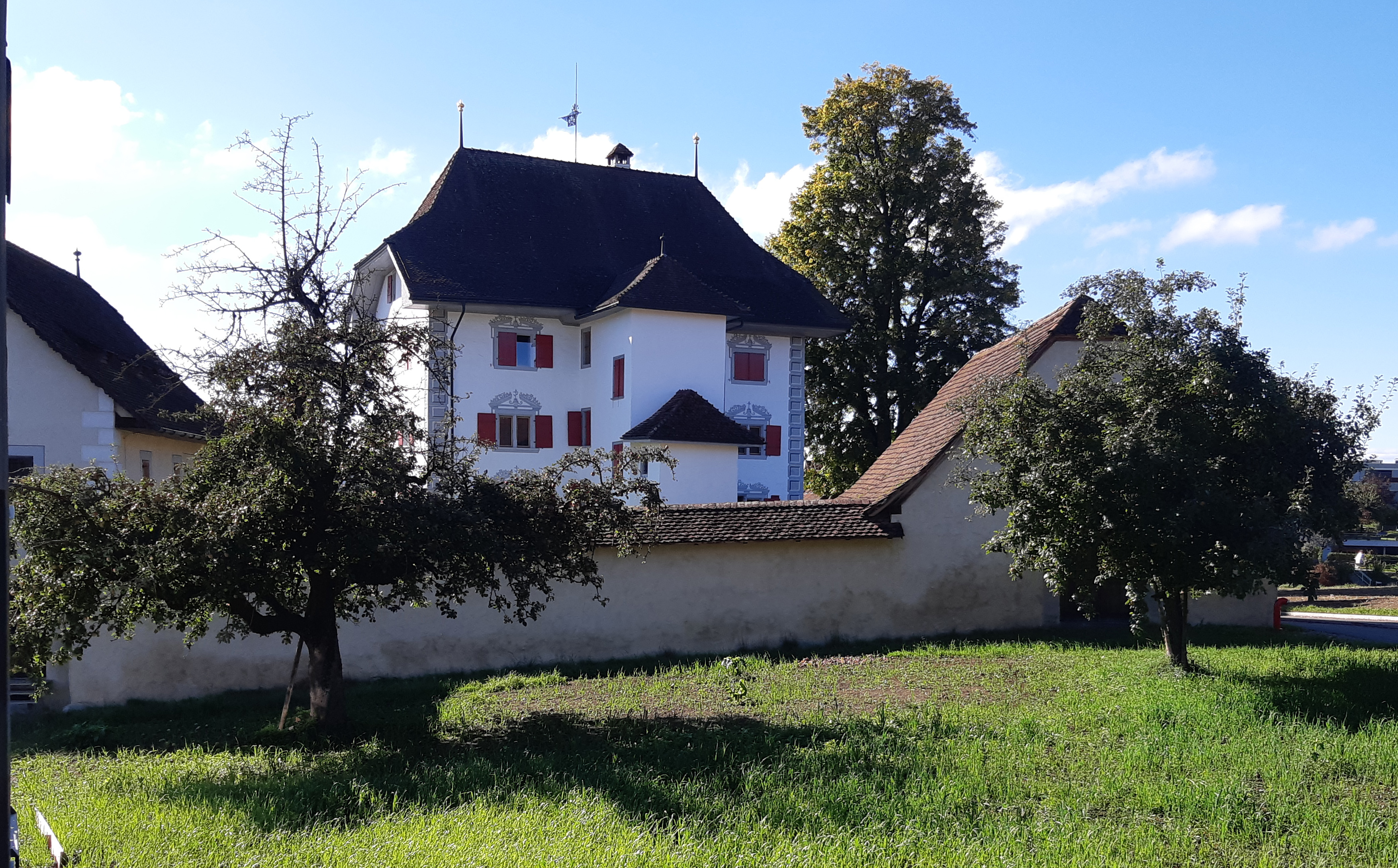
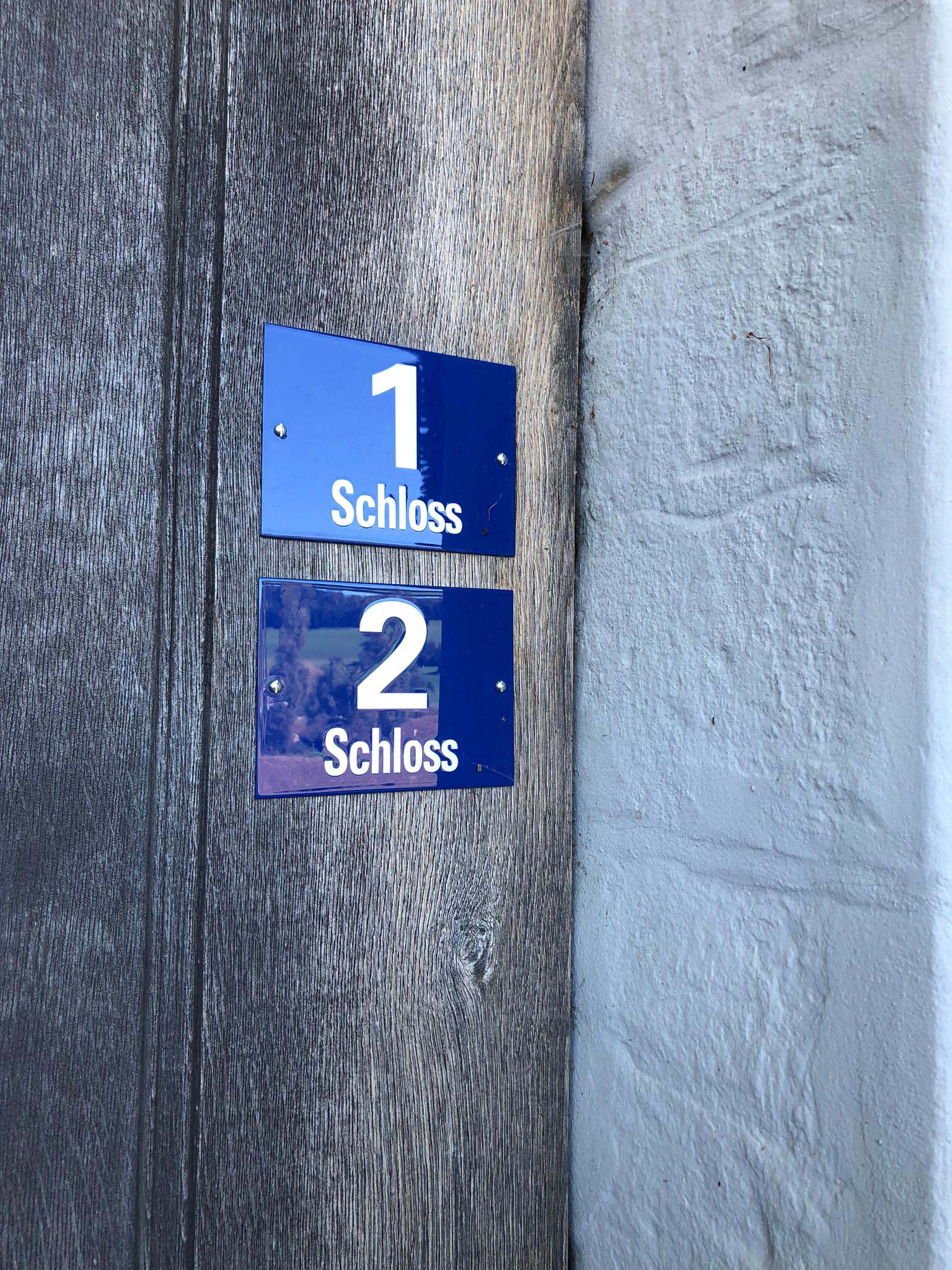

### Baugeschichte
Die Anlage wurde in den Jahren 2000 bis 2004 umfangreich restauriert, nachdem die letzte Aussen-Restaurierung 1910 stattgefunden hatte. Im Innern ist der Originalzustand weitgehend erhalten, weil die Familie über die Generationen nie modernisiert hat. Das Gebäude wurde wohl nur für kurze Zeit für Repräsentationszwecke genutzt, jedenfalls ist die Innenausstattung vielfach noch unverändert. Insgesamt hat das kompakte Gebäude 700 m² Bruttowohnfläche, die in 17 Räume aufgeteilt ist.
Zentraler Raum ist der Festsaal mit prächtigen Stukkaturen und dem Familienwappen der Feers. Der Fest- oder Barocksaal, der 1748 durch Franz Bernhard und Leopold Christoph Feer seine heutige Gestalt bekommen hatte, gilt als der bedeutendste profane Barocksaal im Kanton, auch, weil er nahezu unverändert geblieben ist. Im Stockwerk darüber befindet sich die zwar noch in den Grundzügen der Bauzeit erkennbare Küche mit offener Feuerstelle, doch wurde sie der Zweckmässigkeit des heutigen Lebensstandards angepasst. Ferner sind hier das private Esszimmer und die sogenannte Gäumerstube, also die ehemalige Gesindestube. Dort befindet sich die einzige heute noch nach Brandversicherungssatzung beheizbare offene Feuerstelle des Hauses, ein Kachelofen.
Im 18. Jahrhundert wurde ein über alle vier Geschosse reichender, kunsthistorisch bedeutender Treppenhausanbau ergänzt, der den bis dahin zur Ringmauer führenden Laubengang ersetzte. Das 4. Obergeschoss wurde zwischen 1815 und 1820 zu Wohnzwecken hergerichtet. Im Stil des Biedermeier bekamen alle fünf Zimmer kniehohe Täfer und Papiertapeten, die bis in die heutige Zeit unversehrt geblieben sind, weil die Räume später nicht mehr genutzt wurden. «Es finden sich hier feine Streifen-, Blüten- und Strukturmuster, meistens in starken Farbkontrasten und kombiniert mit schönen Bordüren.» «Auch mehrere Wandschränke sind mit Tapeten bezogen.» Lediglich eine Wand musste neu gestaltet werden. Die Gestaltung der Tapeten unterscheidet sich in allen Zimmern und gilt als einmalig in Europa. Die ca. 40 × 50 cm grossen, bedruckten Papier-Tapetenstücke sind auf Jute aufgebracht und auf einer Holzkonstruktion an der Wand befestigt.
Das Dach wurde vollständig mit Biberschwanzbedachung neu gedeckt. Zusätzlich erhielt es jetzt auch ein Unterdach, um zukünftige Schäden, wie sie vor der Renovierung aufgetreten waren, zu vermeiden. Im Treppenhausanbau wurden die Fenster restauriert und die Verglasung teilweise mit in Tschechien mundgeblasenen Butzenscheiben ersetzt.
Gegenüber der Zeit vor der letzten Renovierung ist das Haus jetzt vollständig bewohnbar. Im ehemaligen Waschhaus wurde eine zentrale Hackschnitzel-Heizanlage installiert, die die Fussbodenheizung einiger Räume im Schloss sowie den Heizkreislauf im Bauernhaus und das gesamte Warmwasser bereitstellt. Die Renovierung erfolgte nach Auflagen des Denkmalschutzes und unter Beteiligung kantonaler und kommunaler Geldmittel. Es wurde eine öffentlich-rechtliche Kulturstiftung eingerichtet, der das Recht eingeräumt wurde, den Festsaal für Anlässe zu benutzen. Seitdem finden dort manchmal Konzerte statt oder es tagt gelegentlich der Gemeinderat.
Zum Schloss gehören 50 ha Landbesitz sowie der Soppensee einschliesslich der Fischrechte – auch in den Bächen der Gemeinde Buttisholz.